# Melanophthalma panamanensis
Melanophthalma panamanensis es una especie de coleóptero de la familia Latridiidae.

## Distribución geográfica
Habita en Panamá.